# Dia dels Caiguts (Estats Units)
El Dia dels caiguts en guerra o Memorial Day és una data commemorativa de caràcter federal que té lloc als Estats Units d'Amèrica l'últim dilluns de maig de cada any, amb l'objecte de recordar els soldats nord-americans que van morir en combat. Inicialment va ser establert per commemorar als soldats caiguts de la Unió americana que van participar en la Guerra Civil nord-americana, encara que després de la primera guerra mundial va ser estès per retre homenatge a tots els soldats nord-americans morts en les guerres en les quals va participar aquest país.
Comença com un ritual de commemoració i reconciliació després de la guerra civil, encara que posteriorment, a principis del segle xx, comença a ser vist com una ocasió per retre homenatge als morts en general. Tal és així que els ciutadans visiten les tombes dels seus parents morts, hagin servit en l'exèrcit o no. Així mateix s'ha convertit en un dia de reunió familiar, on la gent realitza diverses activitats recreatives com anar de compres o passar un dia a la platja, i d'esdeveniments massius a nivell nacional, tals com les 500 milles de Indianápolis, que es disputen en aquesta data anualment des de 1911.
Oficialment el lloc de naixement del Dia dels caiguts és Waterloo (Nova York) per decisió del president Lyndon B. Johnson, des de maig de 1966. La data va ser proclamada el 5 de maig de 1868 pel General John Logan, comandant nacional del Gran Exèrcit del país, i es va commemorar per primera vegada el 30 de maig d'aquest mateix any. Aquest dia es col·loquen flors a les tombes dels soldats de la unió i dels confederats, en el Cementiri Nacional de Arlington (Virgínia).
En 1971 el Congrés dels Estats Units va aprovar l'acta Nacional dels dies festius. Va ser el moment que es va decidir que el Dia dels caiguts es commemoraria l'últim dilluns de maig, amb un cap de setmana amb tres dies de dol. És comú que el president dels Estats Units doni un discurs en aquesta data en el qual es recordi la tasca dels soldats caiguts en combat.